# Географія Демократичної Республіки Конго
Демократична Республіка Конго — центральноафриканська країна, що займає центральну континентальну улоговину басейну річки Конго . Загальна площа країни 2 344 858 км² (11-те місце у світі), з яких на суходіл припадає 2 267 048 км², а на поверхню внутрішніх вод — 77 810 км². Площа країни у 4 рази більша за площу території України. 

## Назва
Офіційна назва — Демократична Республіка Конго, ДР Конго, Конго (Кіншаса) (Republique Democratique du Congo; RDC). Назва країни походить від назви колишнього королівства Конго, що, в свою чергу, отримало назву від народу баконго — «мисливці». Колишні назви країни: Незалежна держава Конго, до 1960 року Бельгійське Конго, у 1971–1997 роках — Заїр, що походить від спотвореного через португальську (порт. Zaire) конголезького слова «нзере», яке означає річку, що ковтає інші річки, тобто Конго з притоками.

## Географічне положення

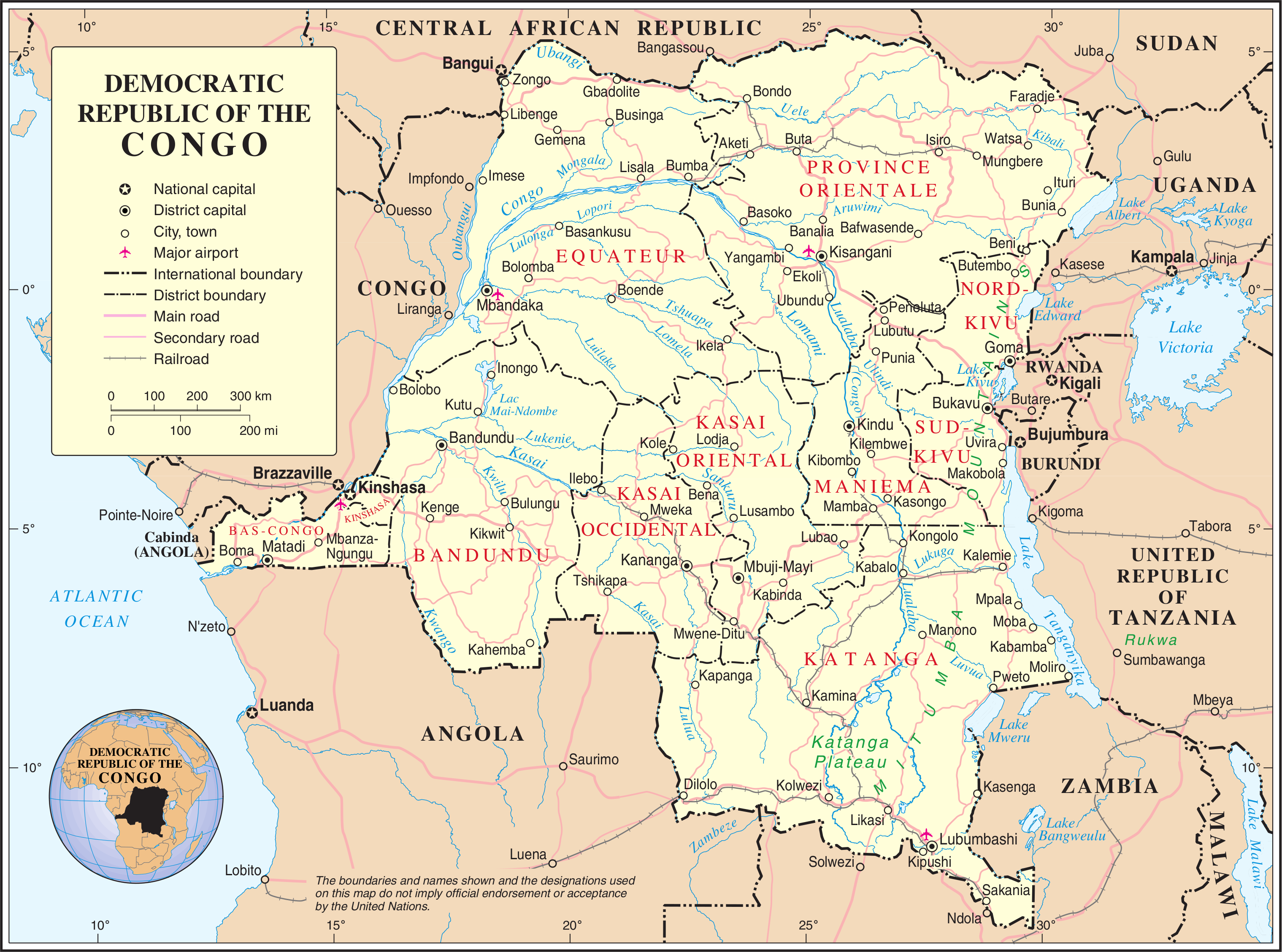
Карта Демократичної Республіки Конго від ООН

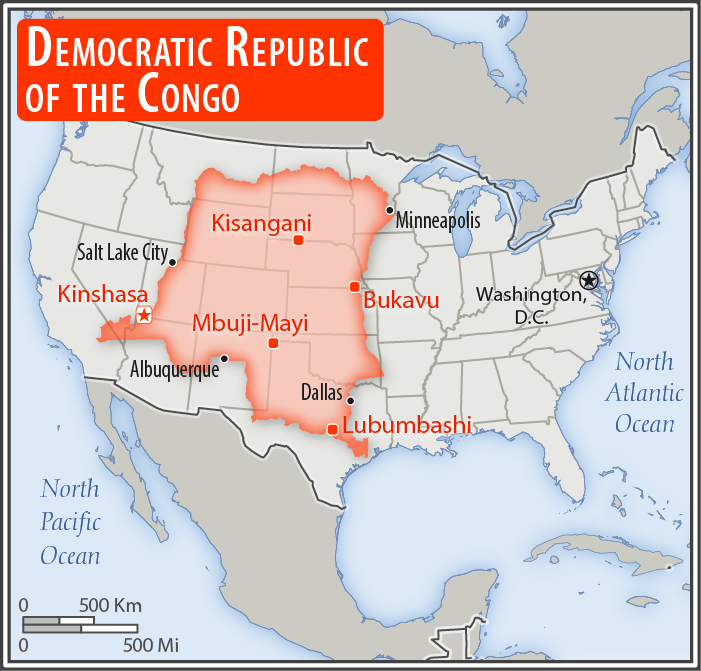
Порівняння розмірів території Демократичної Республіки Конго та США

Демократична Республіка Конго — центральноафриканська країна, що межує з дев'ятьма іншими країнами: на півночі — з ЦАР (спільний кордон — 1747 км) на південному заході — з Анголою (2646 км, з яких 225 км припадає на провінцію Кабінда), на заході — з Республікою Конго (1229 км), на північному сході — з Південним Суданом (714 км), на сході — з Танзанією (479 км), Угандою (877 км), Бурунді (236 км) і Руандою (221 км), на південному сході — із Замбією (2332 км). Загальна довжина державного кордону — 10481 км. Демократична Республіка Конго гирлом однойменної річки виходить до вод Гвінейської затоки Атлантичного океану. Загальна довжина морського узбережжя 37 км.
Згідно з Конвенцією Організації Об'єднаних Націй з морського права (UNCLOS) 1982 року, протяжність територіальних вод країни встановлено в 12 морських миль (22,2 км). Виключна економічна зона 2011 року визначена як спільна з Анголою зона інтересів з розробки природних ресурсів морських вод і дна.

### Час
Час у Демократичній Республіці Конго: UTC+1 (-1 година різниці часу з Києвом).

## Геологія

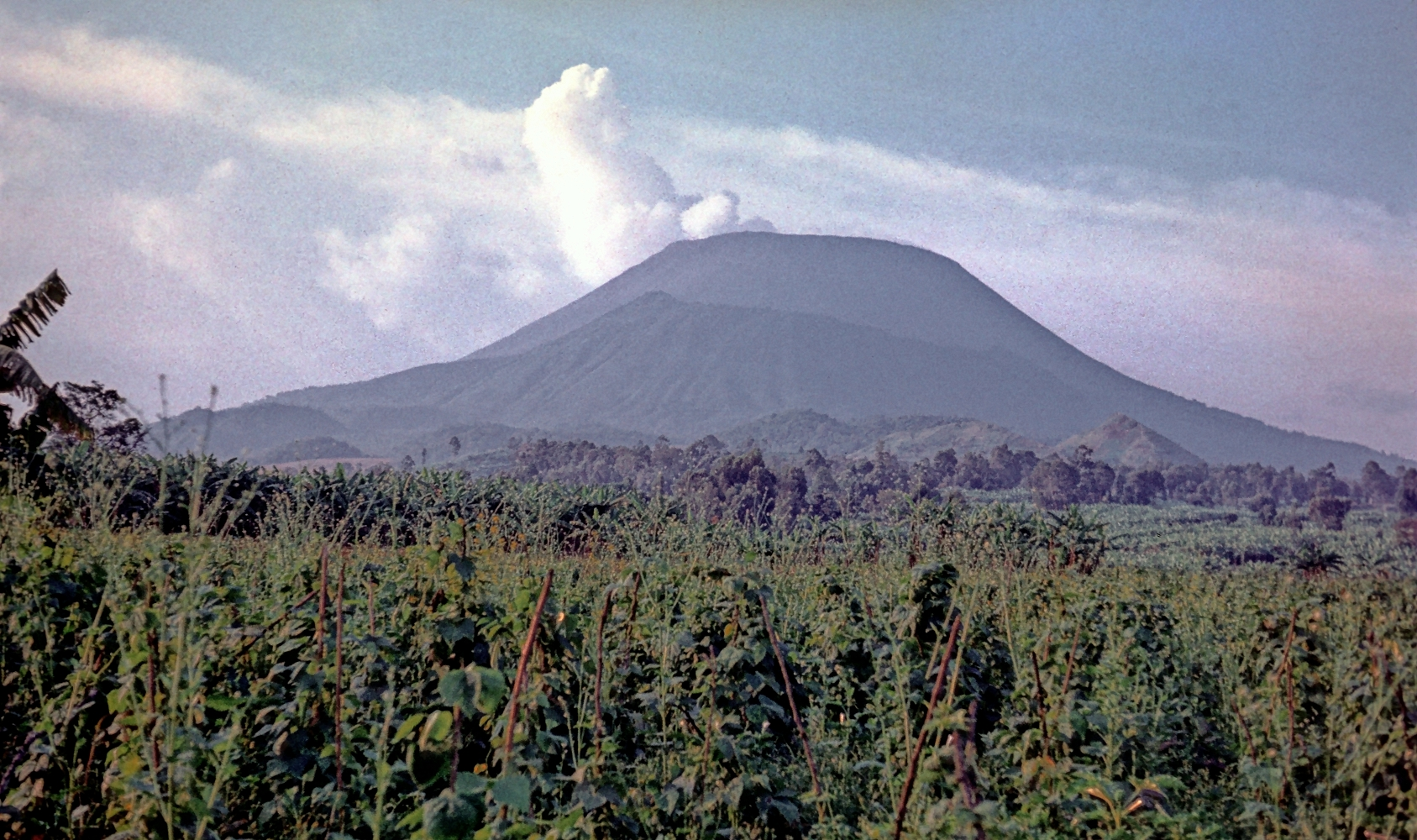
Ньїрагонго
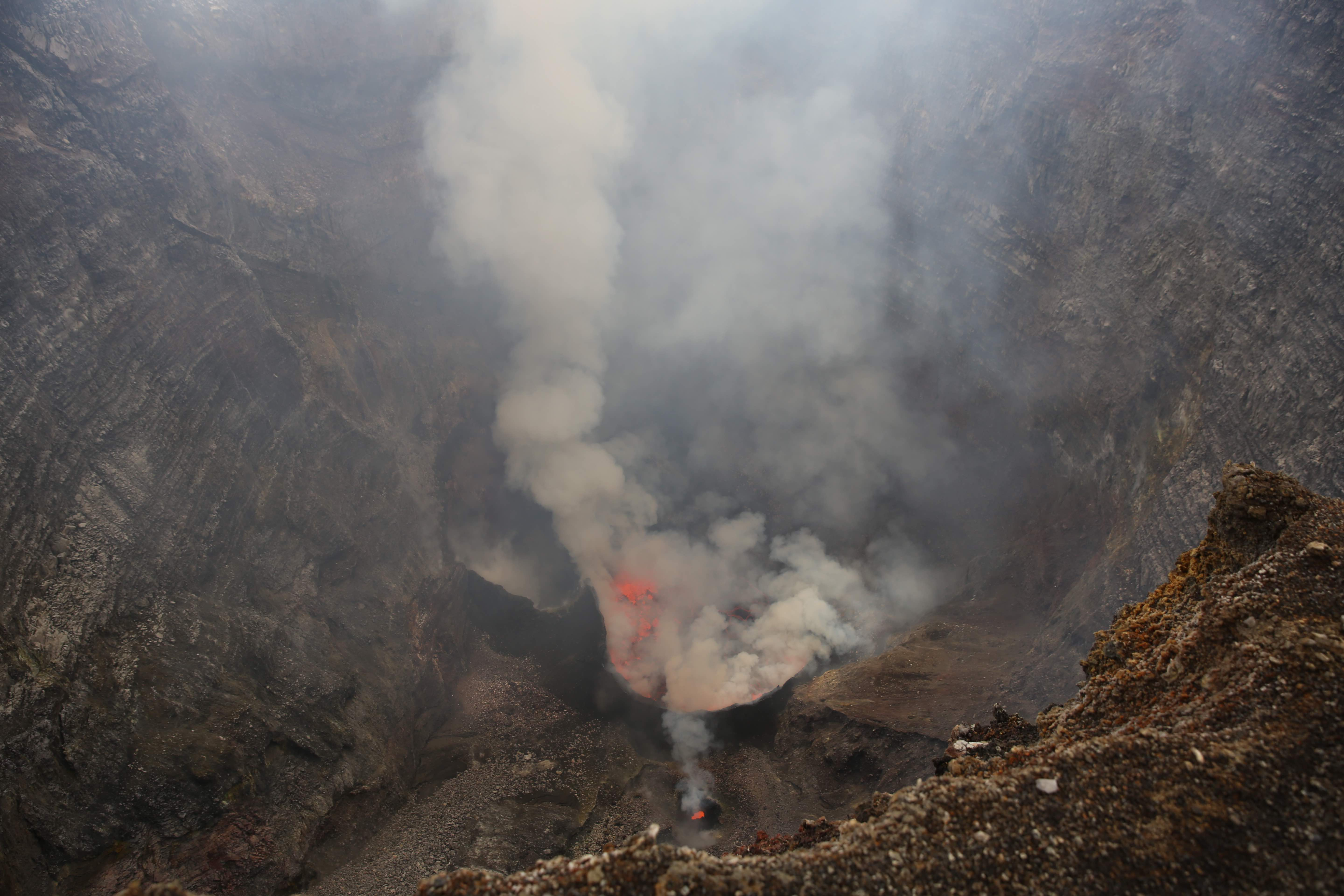
Кратер Ньямулагіри

### Корисні копалини
Надра Демократичної Республіки Конго багаті на ряд корисних копалин: кобальт, мідь, ніобій, тантал, нафту, алмази, золото, срібло, цинк, марганець, олово, уранові руди, кам'яне вугілля.

### Вулканізм
Вулкан Ньїрагонго був включений у 1990-х роках до «Десятиліття вулканів», міжнародної дослідницької програми впливу вулканічної діяльності на людство Міжнародної асоціації вулканології і хімії надр Землі (IAVCEI), як частини програми ООН зі зменшення небезпеки від стихійних лих.

## Рельєф
Середні висоти — 726 м; найнижча точка — рівень вод Атлантичного океану (0 м); найвища точка — гора Стенлі (5110 м). Більша частина Демократичної Республіки Конго — западина Конго та плато з висотами до 1300 м, яке її обрамовує. На сході — гори: масив Рувензорі, пік Маргеріта (5109 м), вулканічні гори Вірунга (до 4507 м), з діючими вулканами.

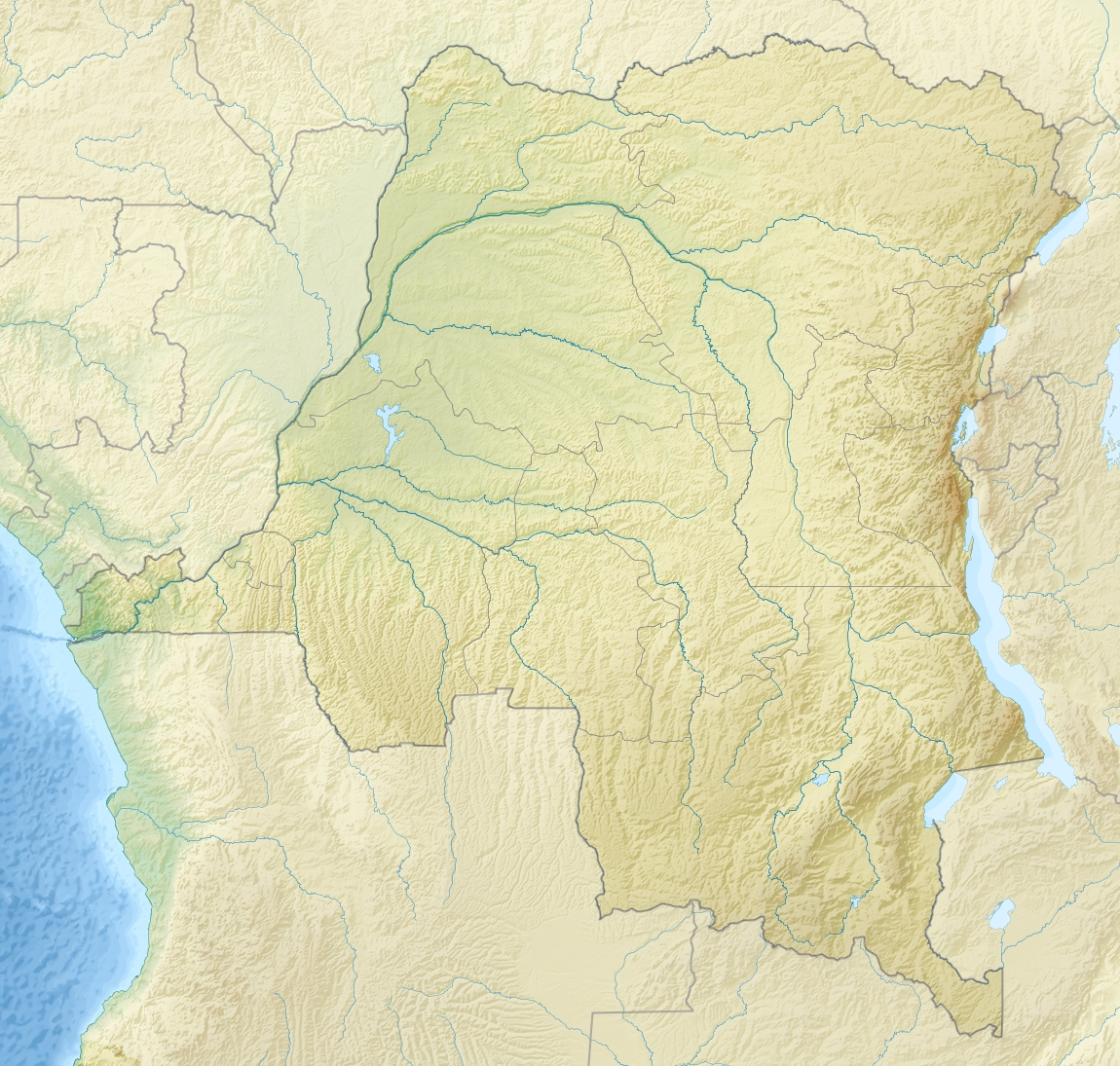
Рельєф Демократичної Республіки Конго
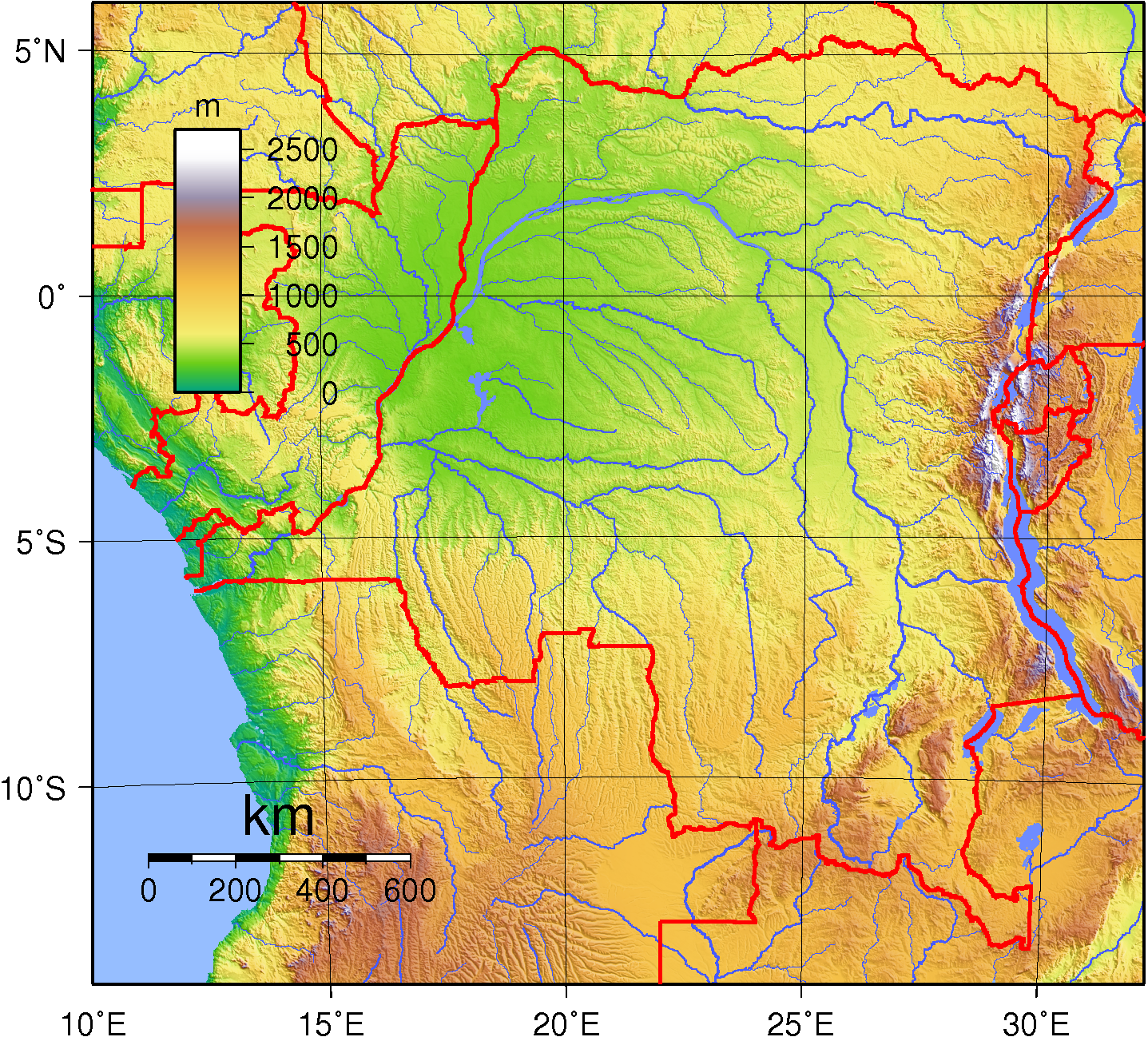
Гіпсометрична карта  Демократичної Республіки Конго
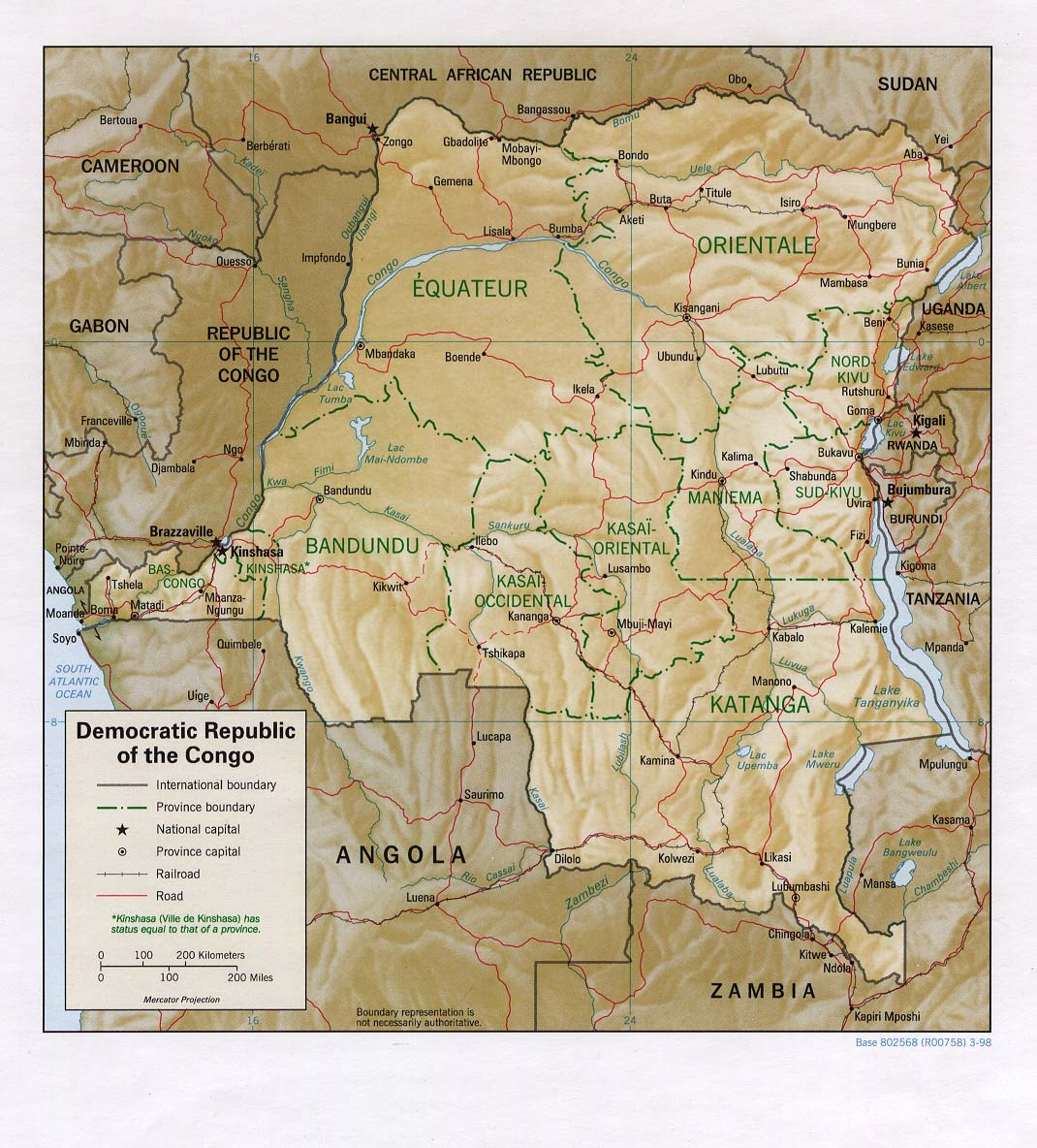
Рельєф Демократичної Республіки Конго
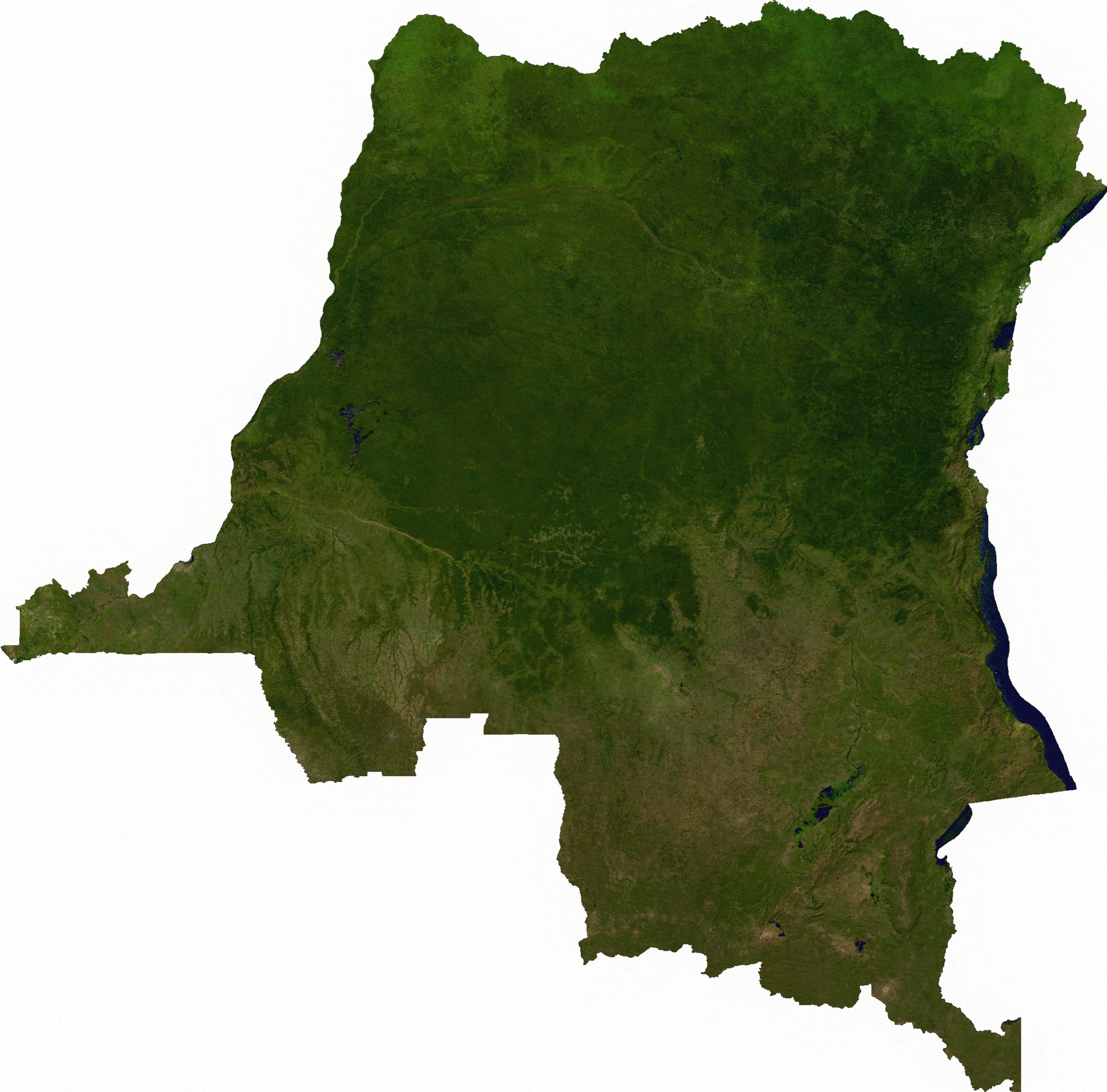
Супутниковий знімок поверхні країни
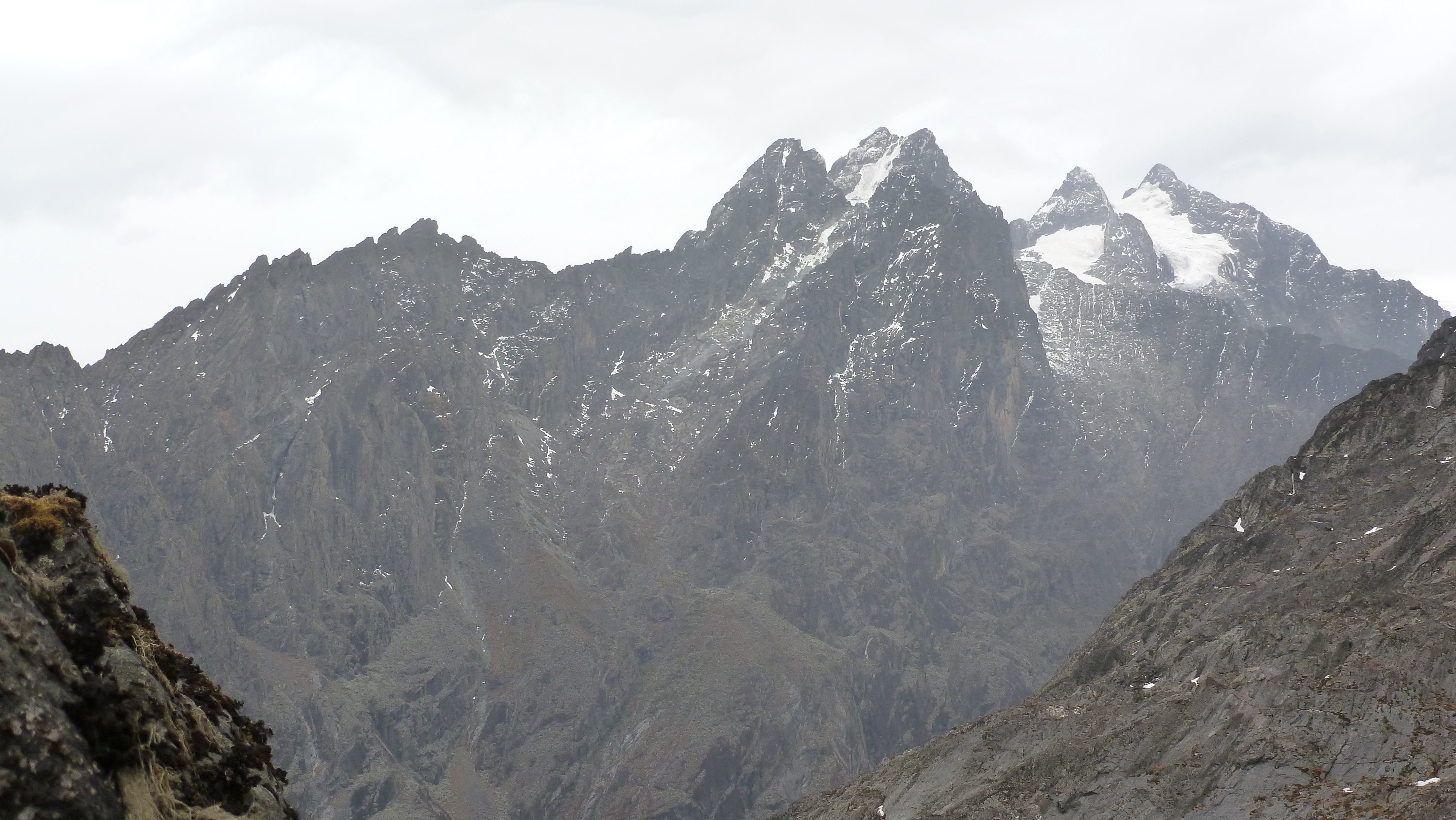
Гора Стенлі

## Клімат
Північ Демократичної Республіки Конго лежить у екваторіальному кліматичному поясі, південь — у субекваторіальному. На півночі цілий рік панують екваторіальні повітряні маси. Цілий рік спекотно, сезонні коливання температури незначні, значно менші за добові. превалюють слабкі вітри, цілий рік надмірне зволоження, майже щодня по обіді йдуть дощі, часто зливи з грозами. На півдні влітку переважають екваторіальні повітряні маси, взимку — тропічні. Влітку вітри дмуть від, а взимку до екватора. Сезонні амплітуди температури повітря незначні, зимовий період не набагато прохолодніший за літній. Зволоження достатнє, але влітку може відмічатись посушливий сезон.

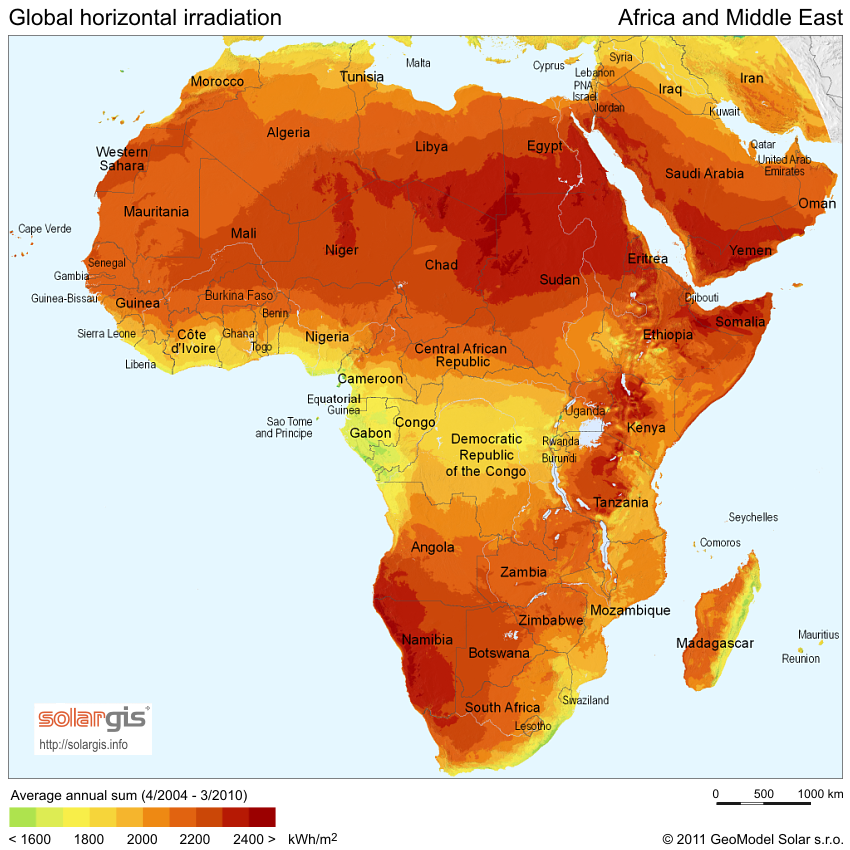
Сонячна радіація (англ.)
Кліматична карта Демократичної Республіки Конго (за Кеппеном)
Карта тривалості вологих сезонів (фр.)

Демократична Республіка Конго є членом Всесвітньої метеорологічної організації (WMO), в країні ведуться систематичні спостереження за погодою.

## Внутрішні води
Загальні запаси відновлюваних водних ресурсів (ґрунтові і поверхневі прісні води) становлять 1283 км³.
Станом на 2012 рік в країні налічувалось 110 км² зрошуваних земель.

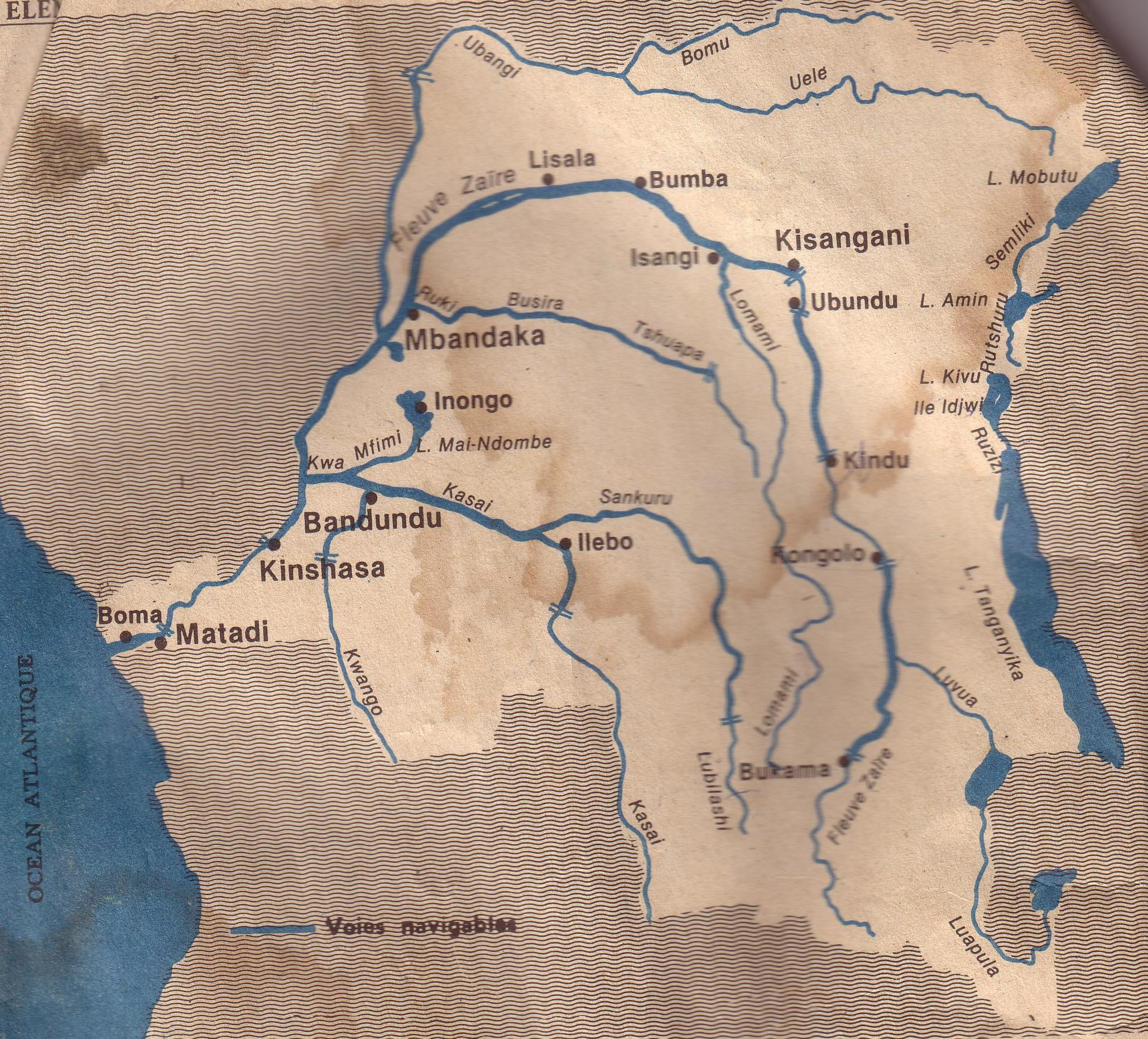
Гідрографічна мережа Демократичної Республіки Конго
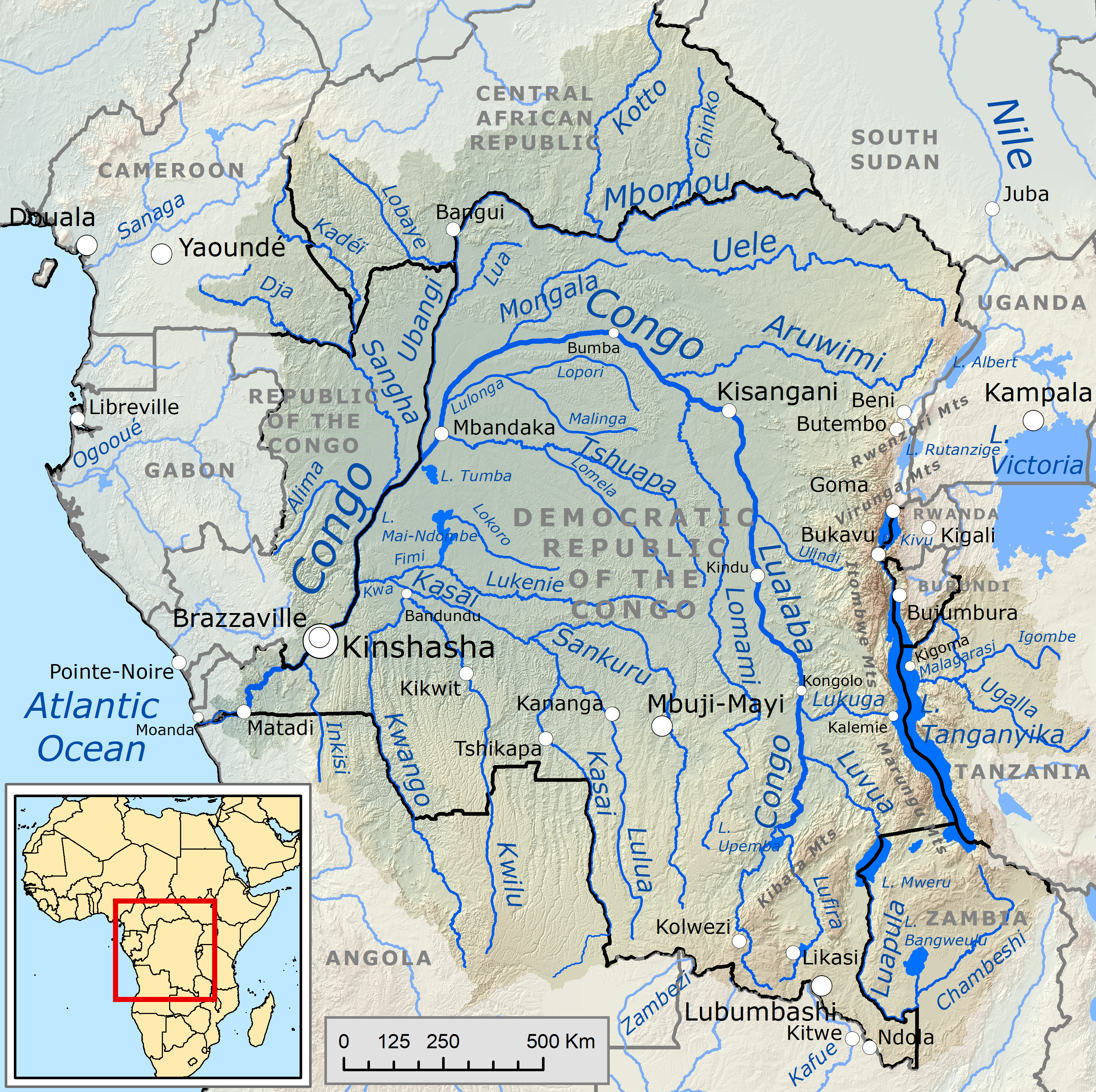
Сточище Конго
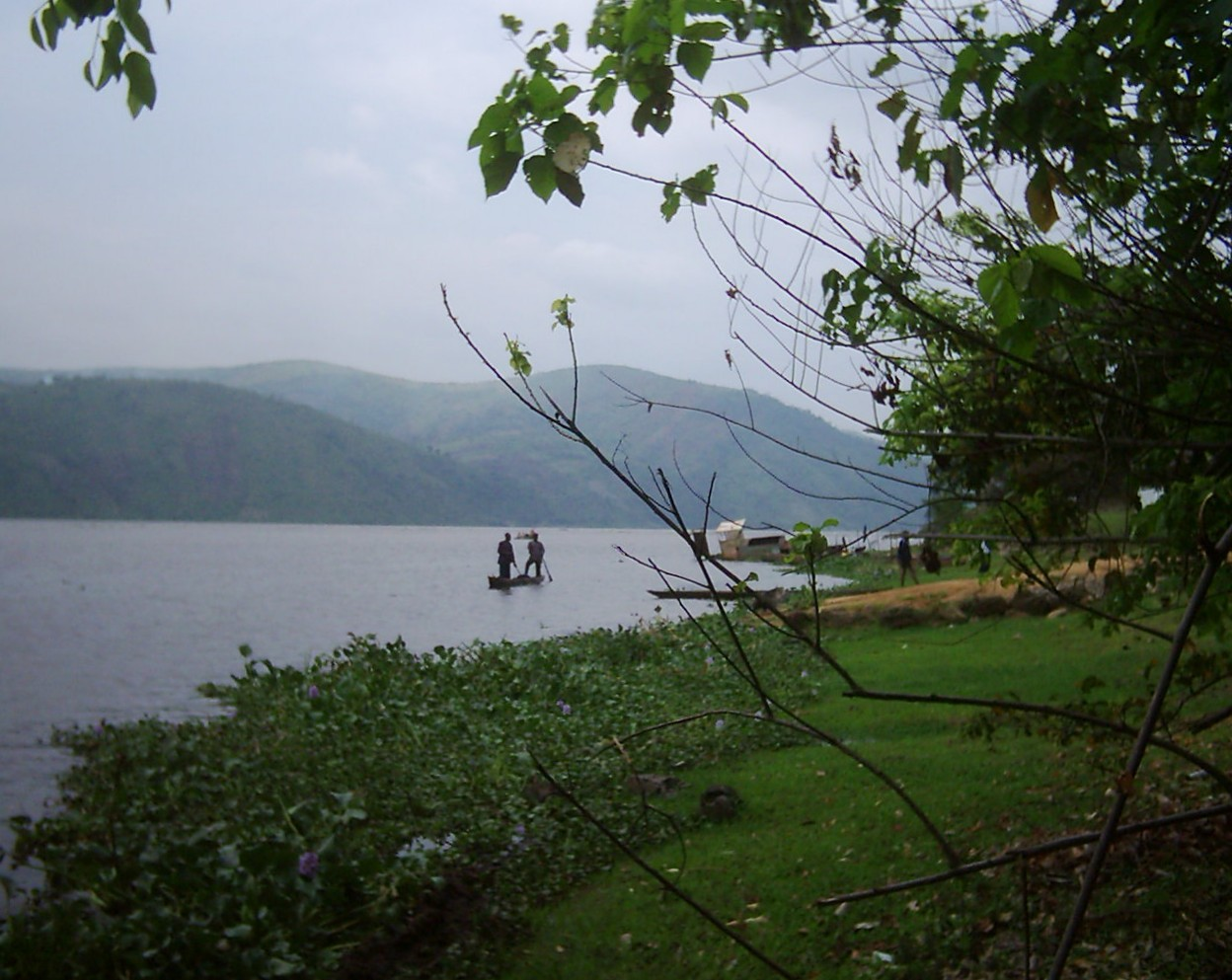
Рибалки на річці Конго
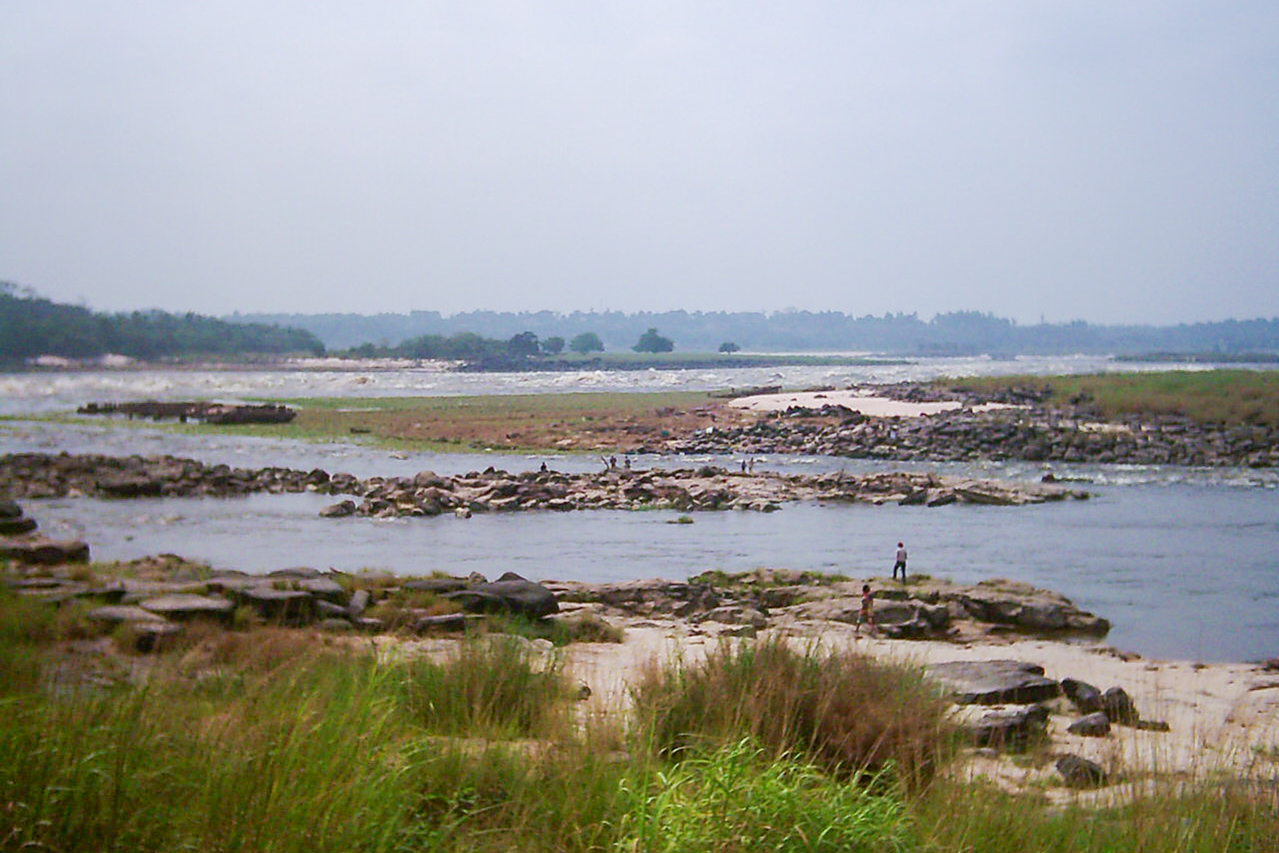
Початок водоспадів Лівінгстона
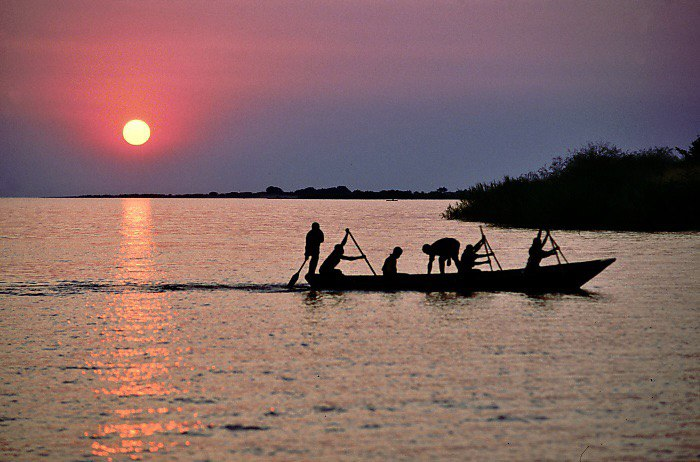
Рибалки на озері Танганьїка
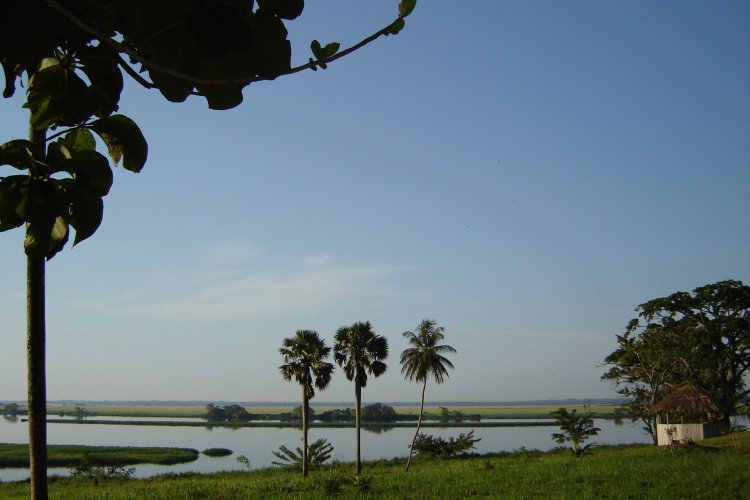
На озері Ндомбе
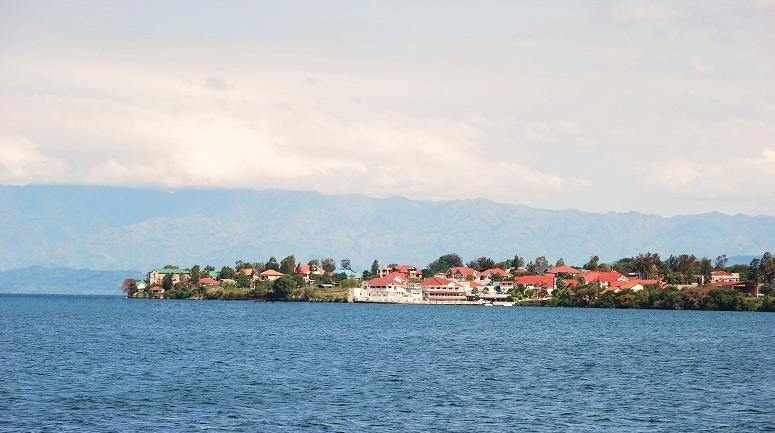
Місто Гома на озері Ківу

### Річки
Річки країни належать басейну Гвінейської затоки Атлантичного океану. На сході незначні безстічні області рифтових озер (Танганьїка).

### Озера
Великі африканські озера утворюють ланцюжок вздовж східного кордону: Альберт, Едуард, Ківу, Танганьїка (природний кордон з Танзанією) і Мверу. Найбільші з озер всередині країни — Маї-Ндомбе і Тумба.

### Болота
У країні багато боліт, а річка Конго в декількох місцях розширяється і утворює озера, зокрема Малебо (Стенлі-Пул).

## Рослинність
Земельні ресурси Демократичної Республіки Конго (оцінка 2011 року):
- придатні для сільськогосподарського обробітку землі — 11,4 %,
  - орні землі — 3,1 %,
  - багаторічні насадження — 0,3 %,
  - землі, що постійно використовуються під пасовища — 8 %;
- землі, зайняті лісами і чагарниками — 67,9 %;
- інше — 20,7 %[1].

Карта рослинності ДР Конго (фр.)
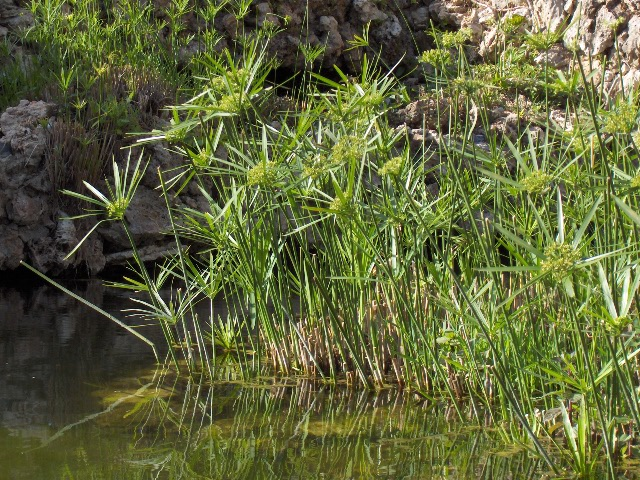
Папірус

## Тваринний світ
У зоогеографічному відношенні територія країни відноситься до Західноафриканської підобласті Ефіопської області, крайній південний схід (гори Мітумба) — до Східноафриканської підобласті.

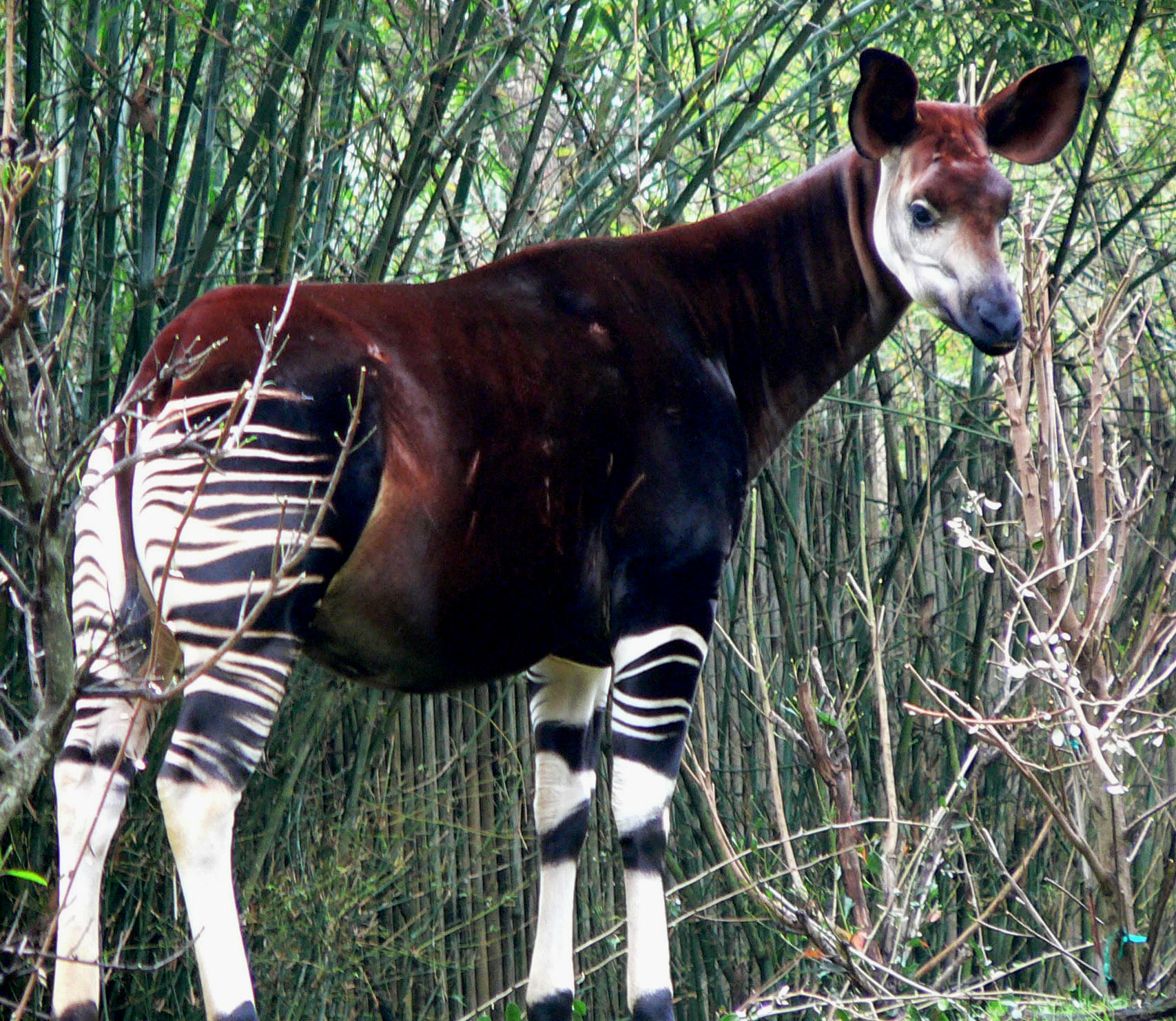
Окапі
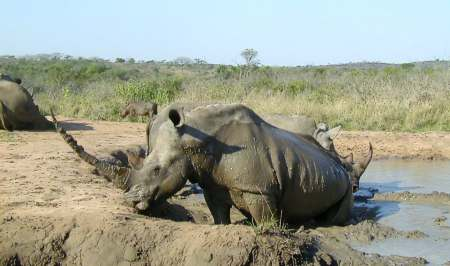
Білі носороги
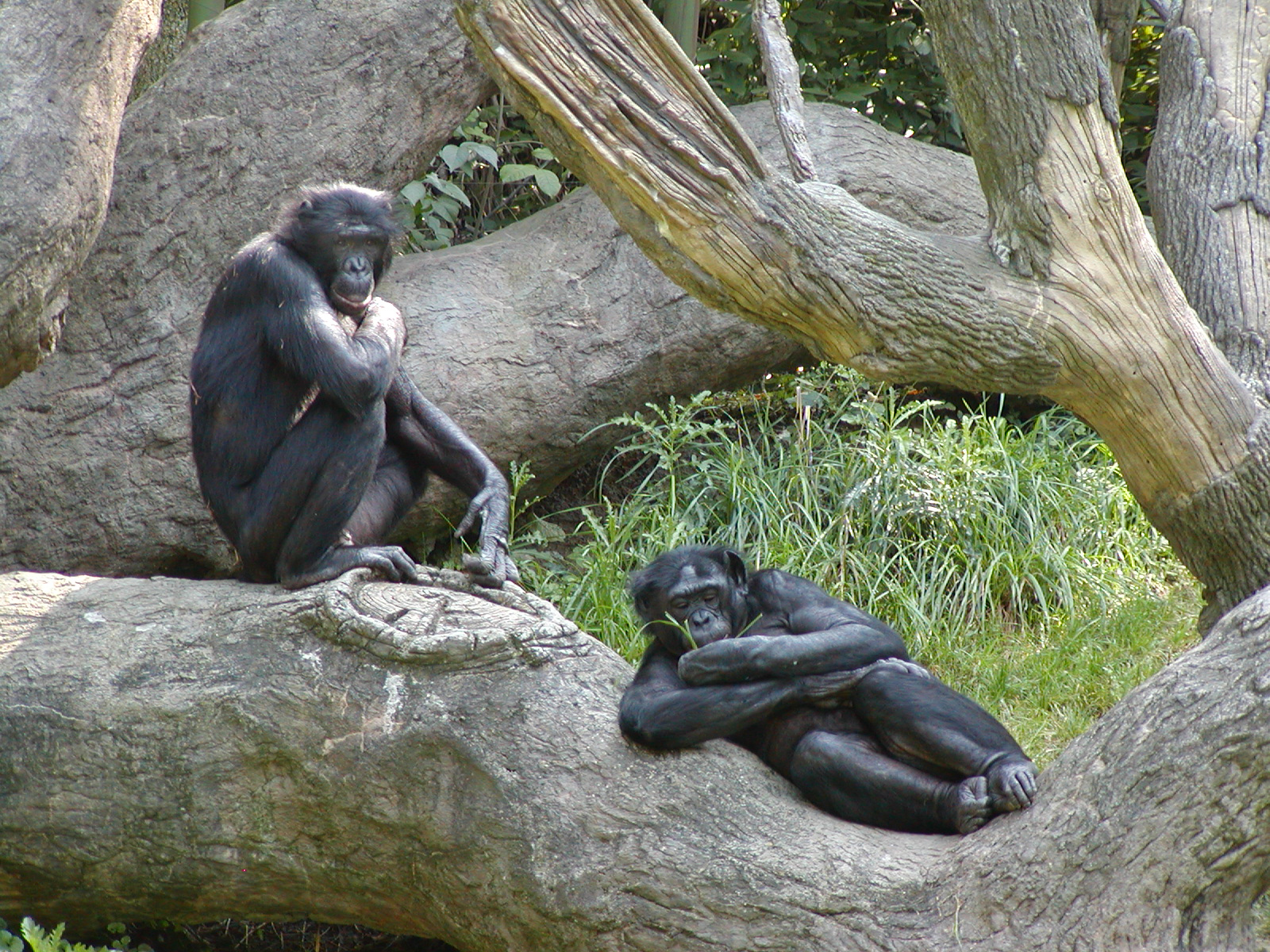
Бонобо
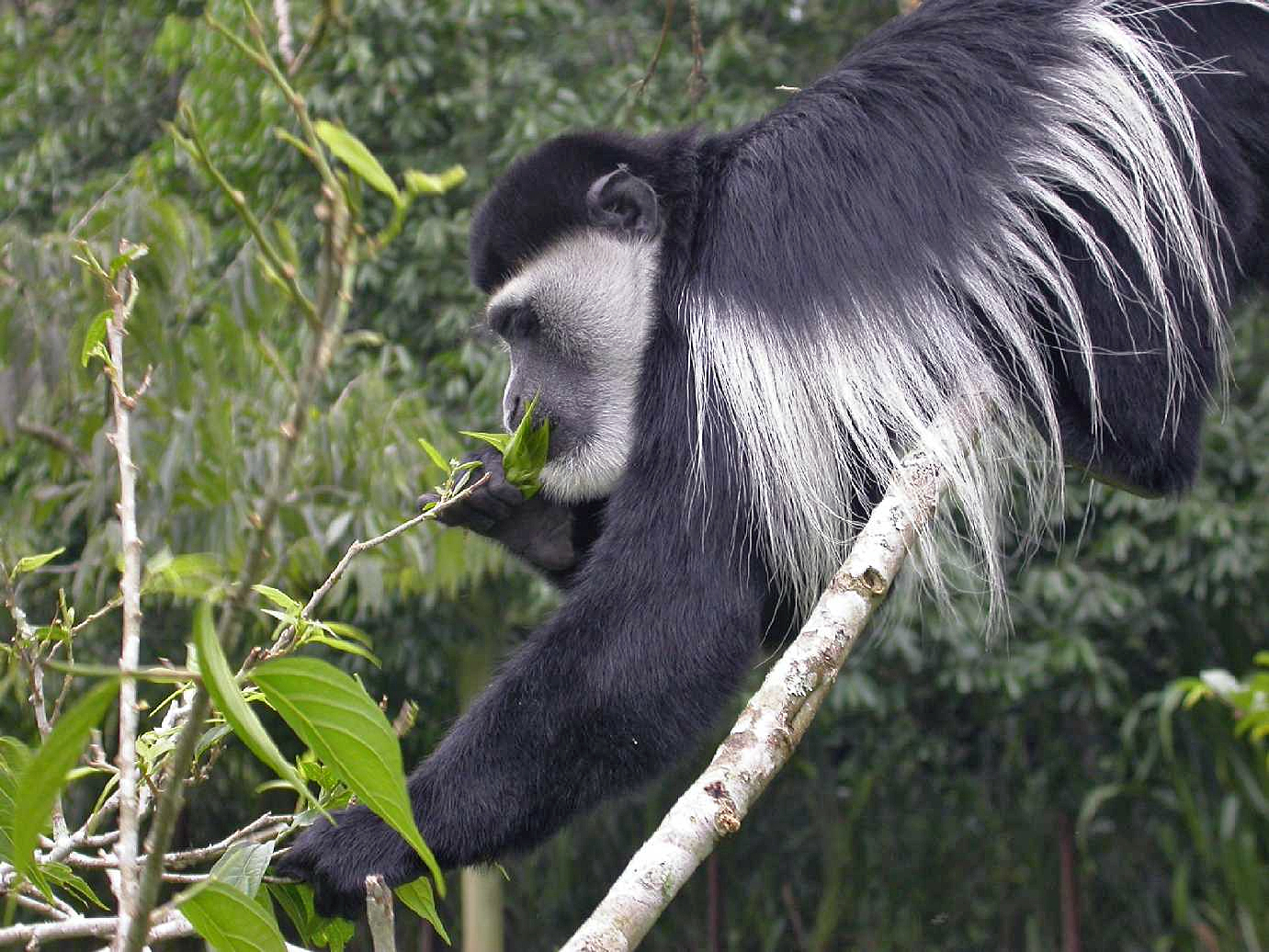
Колобус

## Охорона природи

Національні парки ДР Конго

Демократична Республіка Конго є учасником ряду міжнародних угод з охорони навколишнього середовища:
- Конвенції про біологічне різноманіття (CBD),
- Рамкової конвенції ООН про зміну клімату (UNFCCC),
- Кіотського протоколу до Рамкової конвенції,
- Конвенції ООН про боротьбу з опустелюванням (UNCCD),
- Конвенції про міжнародну торгівлю видами дикої фауни і флори, що перебувають під загрозою зникнення (CITES),
- Базельської конвенції протидії транскордонному переміщенню небезпечних відходів,
- Конвенції з міжнародного морського права,
- Лондонської конвенції про запобігання забрудненню моря скиданням відходів,
- Монреальського протоколу з охорони озонового шару,
- Міжнародної угоди про торгівлю тропічною деревиною 1983 і 1994 років,
- Рамсарської конвенції із захисту водно-болотних угідь[12].

Урядом країни підписані, але не ратифіковані міжнародні угоди щодо: Конвенції про заборону військового впливу на природне середовище (ENMOD).

## Стихійні лиха та екологічні проблеми
На території країни спостерігаються небезпечні природні явища і стихійні лиха:
- періодичні посухи на півдні;
- сезонні повіді на річці Конго;
- активний вулканізм на сході країни вздовж Великого Рифту, вулкан Ньїрагонго (3470 м) востаннє вивергався 2002 року, спричинивши своєю незвичайно швидкою лавою (до 100 км/год) масову евакуацію з міста Гома, інший сусідній вулкан Ньямулагіра є найактивнішим вулканом континенту, востаннє вивергався 2010 року[1].

Серед екологічних проблем варто відзначити:
- браконьєрство, що загрожує популяціям диких тварин;
- забруднення вод;
- знеліснення;
- ерозію ґрунтів;
- неконтрольований видобуток колтана, золота, алмазів, що руйнує біотопи.

## Фізико-географічне районування
У фізико-географічному відношенні територію ДР Конго можна розділити на _ райони, що відрізняються один від одного рельєфом, кліматом, рослинним покривом: .

### Українською
- Атлас світу / голов. ред. І. С. Руденко ; зав. ред. В. В. Радченко ; відп. ред. О. В. Вакуленко. — К. : ДНВП «Картографія», 2005. — 336 с. — ISBN 9666315467.
- Атлас. 7 клас. Географія материків і океанів / Укладачі О. Я. Скуратович, Н. І. Чанцева. — К. : ДНВП «Картографія», 2014.
- Бєлозоров С. Т. Африка : фізико-географічний нарис. — вид. 2-ге, перероб. і доп. — К. : Радянська школа, 1957. — 232 с.
- Барановська О. В. Фізична географія материків і океанів : навч. посіб. для студентів ВНЗ : [у 2 ч.]. — Н. : Ніжинський державний університет ім. Миколи Гоголя, 2013. — 306 с. — ISBN 978-617-527-106-3.
- Демократична Республіка Конго // Гірничий енциклопедичний словник : [у 3-х тт.] / за ред. В. С. Білецького. — Д. : Східний видавничий дім, 2004. — Т. 3. — 752 с. — ISBN 966-7804-78-X.
- Костів Л. Я. Фізична географія материків і океанів. Африка : навч.-метод. посібник. — Л. : Видавничий центр ЛНУ імені Івана Франка, 2017. — 184 с. — ISBN 978-617-10-0374-3.
- Панасенко Б. Д. Фізична географія материків : навч. посіб. : в 2 ч. — В. : ЕкоБізнесЦентр, 1999. — 200 с.
- Юрківський В. М. Регіональна економічна і соціальна географія. Зарубіжні країни: Підручник. — 2-ге. — К. : Либідь, 2001. — 416 с. — ISBN 966-06-0092-5.

### Англійською
- (англ.) Graham Bateman. The Encyclopedia of World Geography. — Andromeda, 2002. — 288 с. — ISBN 1871869587.

### Російською
- (рос.) Авакян А. Б., Салтанкин В. П., Шарапов В. А. Водохранилища. — М. : Мысль, 1987. — 326 с. — (Природа мира)
- (рос.) Алисов Б. П., Берлин И. А., Михель В. М. Курс климатологии [в 3-х тт.] / под. ред. Е. С. Рубинштейна. — Л. : Гидрометиздат, 1954. — Т. 3. Климаты земного шара. — 320 с.
- (рос.) Апродов В. А. Вулканы. — М. : Мысль, 1982. — 368 с. — (Природа мира)
- (рос.) Апродов В. А. Зоны землетрясений. — М. : Мысль, 2010. — 462 с. — (Природа мира) — ISBN 978-5-244-01122-7.
- (рос.) Заир // Африка: энциклопедический справочник [в 2-х тт.] / гл. ред. А. А. Громыко. — М. : Советская энциклопедия, 1986. — Т. 1. А-К. — 671 с.
- (рос.) Бабаев А. Г., Зонн И. С., Дроздов Н. Н., Фрейкин З. Г. Пустыни. — М.  : Мысль, 1986. — 320 с. — (Природа мира)
- (рос.) Браун Л. Африка. — М. : Прогресс, 1976. — 288 с. — (Континенты, на которых мы живем)
- (рос.) Букштынов А. Д., Грошев Б. И., Крылов Г. В. Леса. — М. : Мысль, 1981. — 316 с. — (Природа мира)
- (рос.) Власова Т. В. Физическая география материков. С прилегающими частями океанов. Южная Америка, Африка, Австралия и Океания, Антарктида. — 4-е, перераб. — М. : Просвещение, 1986. — 269 с.
- (рос.) Гвоздецкий Н. А., Голубчиков Ю. Н. Горы. — М. : Мысль, 1987. — 400 с. — (Природа мира)
- (рос.) Гвоздецкий Н. А. Карст. — М. : Мысль, 1981. — 214 с. — (Природа мира)
- (рос.) Географический энциклопедический словарь: географические названия / под. ред. А. Ф. Трёшникова. — 2-е изд., доп. — М. : Советская энциклопедия, 1989. — 585 с. — ISBN 5-85270-057-6.
- (рос.) Исаченко А. Г., Шляпников А. А. Ландшафты. — М. : Мысль, 1989. — 504 с. — (Природа мира) — ISBN 5-244-00177-9.
- (рос.) Каплин П. А., Леонтьев О. К., Лукьянова С. А., Никифоров Л. Г. Берега. — М. : Мысль, 1991. — 480 с. — (Природа мира) — ISBN 5-244-00449-2.
- (рос.) Словарь современных географических названий / под общей редакцией акад. В. М. Котлякова. — Екатеринбург : У-Фактория, 2006.
- (рос.) Лобова Е. В., Хабаров А. В. Почвы. — М. : Мысль, 1983. — 304 с. — (Природа мира)
- (рос.) Максаковский В. П. Географическая картина мира. Книга I: Общая характеристика мира. — М. : Дрофа, 2008. — 495 с. — ISBN 978-5-358-05275-8.
- (рос.) Максаковский В. П. Географическая картина мира. Книга II: Региональная характеристика мира. — М. : Дрофа, 2009. — 480 с. — ISBN 978-5-358-06280-1.
- (рос.) Поспелов Е. М. Географические названия мира: Топонимический словарь. — М. : АСТ, 2005.
- (рос.) Демократическая Республика Конго // Страны Африки. Политико-экономический справочник / ред. В. Солодовников, В. Румянцев. — М. : Издательство политической литературы, 1969. — 318 с.
- (рос.) Физико-географический атлас мира. — М. : Академия наук СССР и Главное управление геодезии и картографии ГУГК СССР, 1964. — 298 с.
- (рос.) Энциклопедия стран мира / глав. ред. Н. А. Симония. — М. : НПО «Экономика» РАН, отделение общественных наук, 2004. — 1319 с. — ISBN 5-282-02318-0.